# Moneytalks
«Moneytalks» es una canción y un sencillo del disco The Razors Edge, de la banda de hard rock australiana AC/DC. La letra fue compuesta por Malcolm Young (guitarra rítmica) en junio de 1990. 
La melódica canción fue posicionada en el puesto 23 del chart Billboard Hot 100. La letra describe a un hombre que le dice a una mujer (posiblemente una prostituta) que lo ame por su dinero.

## Letra
Come on, come on, love me for the money
Come on, come on, listen to the money talk
Come on, come on, love me for the money
Come on, come on, listen to the money talk
En español
Vamos, vamos, ámame por el dinero
Vamos, vamos, escucha al dinero hablar
Vamos, vamos, ámame por el dinero
Vamos, vamos, escucha al dinero hablar

## Posición en las listas
| Año  | País           | Lista                  | Posición |
| ---- | -------------- | ---------------------- | -------- |
| 1990 | Australia      | ARIA Singles Chart     | 21       |
| 1990 | Reino Unido    | UK Singles Chart       | 36       |
| 1990 | Estados Unidos | Billboard Hot 100      | 23       |
| 1990 | Estados Unidos | Mainstream Rock Tracks | 3        |

## Lista de canciones

### Versión Australia
Todas las letras escritas por Angus Young y Malcolm Young, toda la música compuesta por AC/DC. 
| Lanzamiento promocional |        |          |  |
| N.º                     | Título | Duración |  |

### Versión Reino Unido
Todas las letras escritas por Angus Young y Malcolm Young, toda la música compuesta por AC/DC. 
| Lanzamiento promocional |        |          |  |
| N.º                     | Título | Duración |  |

## Integrantes
- Brian Johnson - voz
- Angus Young - guitarra
- Malcolm Young - guitarra rítmica y voces
- Cliff Williams - bajo y voces
- Chris Slade - batería y percusión